# Taylor Johnson
Taylor Johnson (* 7. August 2000 in Phoenix) ist eine US-amerikanische Tennisspielerin.

## Karriere
Johnson, die im Alter von fünf Jahren mit dem Tennissport begann, bevorzugt als Spielbelag den Sandplatz. Sie spielt vorrangig Turniere auf der ITF Women’s World Tennis Tour.
Am 13. August 2017 haben Johnson und ihre Partnerin Claire Liu die nationalen Meisterschaften der USTA der unter 18-Jährigen gewonnen und erhielten eine Wildcard für das Damendoppel der US Open 2017. Sie unterlegen dort in der ersten Runde der Paarung Alla Kudrjawzewa und Zheng Saisai mit 2:6 und 2:6.
Seit 2018 spielte Johnson kein internationales Turnier und wird nicht mehr in den Weltranglisten geführt.